# Grazie mille
Grazie mille è il quinto album in studio degli 883, pubblicato il 23 ottobre 1999.

## Il disco
Questo fu l'unico album di inediti del gruppo a non giungere mai al primo posto in classifica, pur vendendo oltre 550 000 copie.
È stato il primo CD italiano ad avere, nella prima edizione, gli occhialini 3D allegati con ritratti tridimensionali, realizzati da Franco Gengotti, sia nel booklet che nella traccia CD-ROM del disco.
Nei principali negozi di musica italiani, per promuovere il disco, erano stati affissi all'interno dei poster stampati in 3D che i passanti potevano vedere grazie agli occhialini incollati sulla vetrina.
Sulla copertina, in calce al titolo italiano "Grazie mille", è possibile osservare i caratteri hiragana, どうもありがとう; la lettura di tale scritta è "dōmo arigatō", traducibile in "grazie mille" in lingua giapponese. Inoltre la copertina di Grazie mille è la prima in cui non compare la scritta Continua? presente nei primi quattro album degli 883.
Il libretto dei testi delle canzoni sono accompagnate da vignette disegnate in stile manga, realizzate dal disegnatore Valentino Forlini.

### 883d
L'album è dotato di una traccia dati interattiva, all'interno della quale veniva distribuito uno dei primi mondi virtuali sviluppati in Italia, chiamato 883d chat.

## Tracce
Testi e musiche di Max Pezzali, eccetto dove indicato.
1. Grazie mille - 4:03
2. La regina del Celebrità - 3:53 (musica: Pezzali, Marco Guarnerio, Pier Paolo Peroni)
3. Le luci di Natale - 4:41 (musica: Pezzali, Guarnerio, Peroni)
4. Almeno una volta - 3:40 (Pezzali, Wolfsheim)
5. Nient'altro che noi - 4:33 (musica: Pezzali, Guarnerio, Peroni)
6. Viaggio al centro del mondo - 3:35
7. Tenendomi - 3:28 (testo: Pezzali, musica: Boyzone)
8. Dopo il solito bip - 4:51 (testo: Pezzali, musica: Keiko Matsui)
9. La rana e lo scorpione - 5:30 (testo: Pezzali, musica: Pezzali, Alberto Tafuri)
10. Tutto ciò che ho - 4:32 (musica: Pezzali, Guarnerio, Peroni)

Tracce bonus nell'Edizione Straordinaria del 2002
1. Grazie mille (Benvenuto 2000 Remix) - 3:58
2. La regina del Celebrità (Eiffel 65 Remix) - 4:13 (Pezzali, Guarnerio, Peroni)
3. Viaggio al centro del mondo (Jeo's Remix) - 3:55
4. Viaggio al centro del mondo (Music Video)
5. Grazie mille (Music Video)
6. Nient'altro che noi (Music Video)
7. La regina del Celebrità (Music Video)

## Formazione
- Max Pezzali - voce
- Marco Guarnerio - chitarra, basso, batteria, tastiera
- Alberto Tafuri - chitarra, basso, tastiera, pianoforte
- Fabrizio Frigeni - chitarra
- Matteo Salvadori - chitarra
- Eugenio Mori - batteria
- Maurizio Glielmo - dobro
- Daniele Moretto - tromba
- Michele Monestiroli - sassofono, armonica a bocca
- Andrea Griminelli - flauto in La rana e lo scorpione
- Stefano De Maco - cori
- Lola Feghaly - cori
- Lalla Francia - cori
- Paul Rosette - cori
- Pier Paolo Peroni - parlato
- Maria Grazia Errigo - parlato

Archi
- Alberto Tafuri - direttore
- Francesca Ruffilli - violoncello
- Roberta Ruffilli - violoncello
- Andrea Bordonali - violino
- Luca Santaniello - violino
- Andrea Ruffilli - violino
- Alessia Barzanò - violino
- Katia Guidolin - violino
- Emanuela Zani - violino
- Igor Codeluppi - viola
- Anna Maria Gallingani - viola

## Classifiche

### Classifiche settimanali
| Classifica (1999) | Posizione massima |
| ----------------- | ----------------- |
| Austria           | 14                |
| Italia            | 2                 |
| Svizzera          | 35                |

### Classifiche di fine anno
| Classifica (1999) | Posizione |
| ----------------- | --------- |
| Italia            | 21        |
| Classifica (2000) | Posizione |
| Italia            | 29        |